# Fago
Fago – gmina w Hiszpanii, w prowincji Huesca, w Aragonii, o powierzchni 28,76 km². W 2011 roku gmina liczyła 29 mieszkańców.